# Rhaebo colomai
Rhaebo colomai é uma espécie de sapo da família Bufonidae. Ele é endêmico no Equador. Seu habitat natural são as florestas úmidas de montanha tropicais e subtropicais